# Regenboog (Nederlands politiek kartel)
Onder de naam Regenboog namen de Communistische Partij van Nederland (CPN), de Politieke Partij Radikalen (PPR), de Pacifistisch Socialistische Partij (PSP) en de Evangelische Volkspartij (EVP) gezamenlijk deel aan de Europese Parlementsverkiezingen van 1989. De Regenboog was een voortzetting van het Groen Progressief Akkoord. Enkele maanden later zouden zij onder de naam Groen Links gezamenlijk deelnemen aan de Tweede Kamerverkiezingen van 1989. Regenboog won twee zetels.
De top van de kandidatenlijst van Regenboog bestond uit:
1. Herman Verbeek (PPR)
2. Nel van Dijk (CPN)
3. John Hontelez (PSP)

Voor een overzicht van de leden van het Europees Parlement zie hier GroenLinks/Europees Parlement.